# Coeliccia coomansi
Coeliccia coomansi är en trollsländeart som beskrevs av Maurits Anne Lieftinck 1940. Coeliccia coomansi ingår i släktet Coeliccia och familjen flodflicksländor. Inga underarter finns listade i Catalogue of Life.